# Agustín Radrizzani
Agustín Roberto Radrizzani SDB (ur. 22 września 1944 w Avellanedzie, zm. 2 września 2020) – argentyński duchowny katolicki, arcybiskup Mercedes-Luján w latach 2008–2019.

## Życiorys
Święcenia kapłańskie otrzymał 25 marca 1972 w zgromadzeniu księży salezjanów. Pełnił funkcje m.in. nauczyciela i dyrektora salezjańskiego kolegium w La Placie (1973–1978), formatora nowicjuszy w Avellaneda (1979), inspektora prowincji La Plata (1981-1988) oraz mistrza nowicjatu (1988–1991).

### Episkopat
14 maja 1991 został mianowany biskupem diecezji Neuquén. Sakry biskupiej udzielił mu 20 lipca 1991 biskup Argimiro Daniel Moure Piñeiro.
24 kwietnia 2001 został przeniesiony na urząd ordynariusza Lomas de Zamora, ingres odbył się 23 czerwca 2001.
27 grudnia 2007 papież Benedykt XVI mianował go arcybiskupem Mercedes-Luján. Kanoniczne objęcie archidiecezji nastąpiło 29 marca 2008.
4 października 2019 przeszedł na emeryturę.
2 września 2020 zmarł na COVID-19 w szpitalu w Junín.